# Der Steppenwolf (Film)
Der Steppenwolf ist ein Filmdrama aus dem Jahr 1974. Die internationale Produktion ist die Literaturverfilmung des gleichnamigen Romans von 1927 des Literaturnobelpreisträgers Hermann Hesse. In der Hauptrolle als Harry Haller zu sehen ist der schwedische Schauspieler Max von Sydow.

## Handlung
Harry Haller leidet an seiner inneren Zerrissenheit. Er sieht sich selbst als Mischwesen zwischen Mensch und dem metaphoren „Steppenwolf“, der sich nicht dem Bürgertum anpassen will und gleichzeitig eine Beziehung zur klassischen Literatur und Musik pflegt. Um sein seelisches Leiden zu beenden, beschließt Haller, sich an seinem 50. Geburtstag das Leben zu nehmen. Jedoch trifft er vorher auf Hermine, welche ihn in die vermeintlich platte Welt „einführt“ und ihn mit dem „normalen“, bürgerlichen Leben konfrontiert. Harry Haller ist zunächst skeptisch, erst recht, als er Hermines Freund Pablo, einen Jazzsaxofonisten, kennenlernt, der ihm oberflächlich erscheint. Langsam jedoch lernt er von seinen Bekanntschaften und passt sich ihnen an. Gegen den Schluss gerät Haller in ein „Magisches Theater“, in dem sich Realität und Illusion nicht unterscheiden lassen. Nach den scheinbar verwirrenden Erlebnissen stellt er fest, dass er das Leben mit Humor nehmen muss. Hiermit endet der Film.

## Produktion
Der Film wurde 1973 an Schauplätzen in Basel, unter anderem im Innenhof des Rathauses, sowie im Studio Hamburg gedreht. Die Hintergrunddarstellungen in der Sequenz „Magisches Theater“ wurden von dem Maler Mati Klarwein gestaltet. 

## Kritiken
Die „San Francisco Chronicle“ sprach von einer „brillanten Adaption des Hesse-Romans“, der „Boston Globe“ bezeichnete den Film als „schön, einfallsreich und bereichernd.“

„Literaturverfilmung im Zuge der Hermann-Hesse-Renaissance in den 70er Jahren, die vor allem unter Worttreue leidet. Durch die getreue Bebilderung des Textes bleibt die gedankliche Annäherung an den existentiellen Inhalt der Buchvorlage auf der Strecke. Auch die mittels elektronischer Farbmanipulationen erreichten Traumbilder des Magischen Theaters", die Hallers visionäre Zustände erlebbar machen sollen, bleiben nicht mehr als theatralische Kulissen. Gegen das mangelnde dramaturgische Konzept kann auch der gute Hauptdarsteller nichts ausrichten.“